# Across the Universe (mensagem)
Across the Universe é uma mensagem de rádio interestelar (IRM) composta pela canção "Across the Universe", dos Beatles, que foi transmitida em 4 de fevereiro de 2008, às 00:00 UTC pela NASA na direção da estrela Polaris. Esta transmissão foi feita usando uma antena "DSS-63" de 70 metros no Complexo de Comunicação Espacial Profunda de Madri da NASA Deep Space Network (DSN), localizado em Robledo, perto de Madri, Espanha. A transmissão foi realizada na banda de 4,2 cm (cerca de 7,14 GHz, banda C) com uma potência de 18 quilowatts. O formato era digital, transmitido a uma taxa de 128 kbps, com duração de 3,6 minutos – a velocidade e a taxa de dados normais para uma gravação digital na Terra.
Esta ação foi realizada para comemorar o 40º aniversário da gravação da música, o 45º aniversário da DSN e o 50º aniversário da NASA. A ideia foi concebida pelo historiador Martin Lewis, que incentivou todos os fãs dos Beatles a tocar a faixa enquanto ela era transmitida para a estrela distante. O evento marcou a terceira vez que uma música foi intencionalmente transmitida para o espaço profundo (a primeira foi a Teen Age Message da Rússia, em 2001, e a segunda foi a mensagem Cosmic Call 2, de 2003, que incluiu a "Starman", de David Bowie, e música da banda húngara KFT), e foi aprovada por Paul McCartney, Yoko Ono e Apple Records.
A. L. Zaitsev, que faz parte do projeto Teen Age Message, argumenta que o projeto da NASA é apenas uma manobra publicitária. O formato digital comprimido usado torna os dados mais frágeis a erros em comparação com a abordagem analógica da TAM, sem mencionar que os alienígenas não teriam conhecimento dos algoritmos humanos de compressão de áudio. A taxa de transmissão de dados também é muito alta para permitir que uma estação de rádio remota receba fielmente; seria necessária uma taxa de dados 300.000 vezes menor. Por fim, a escolha da Polaris também torna improvável que a mensagem chegue a qualquer forma de vida alienígena, caso ela exista.